# ستيفان يانكوفيتش (لاعب كرة سلة)
ستيفان يانكوفيتش (بالصربية: Стефан Јанковић)‏ (4 أغسطس 1993 في صربيا - ) هو لاعب كرة سلة كندي في مركز هجوم قوي الجسم.

## وصلات خارجية
- ستيفان يانكوفيتش على موقع الاتحاد الدولي لكرة السلة (الإنجليزية)
- ستيفان يانكوفيتش على موقع الدوري الأوروبي لكرة السلة (الإنجليزية)
- ستيفان يانكوفيتش على موقع الدوري التايواني الممتاز لكرة السلة (الصينية)
- ستيفان يانكوفيتش على موقع كرة السلة الأوروبية.كوم (الإنجليزية)
- ستيفان يانكوفيتش على موقع كلية كرة السلة في سبورتس رفرنس.كوم (الإنجليزية)
- ستيفان يانكوفيتش على موقع ريلجم (الإنجليزية)
- ستيفان يانكوفيتش على موقع بروبوليرز (الإنجليزية)
- ستيفان يانكوفيتش على موقع سبورتس رفرنس (الإنجليزية)
- ستيفان يانكوفيتش على موقع سبورتس رفرنس (الإنجليزية)